# Liittojärvi
Liittojärvi är en sjö i Finland. Den ligger i kommunen Enare i landskapet Lappland, i den norra delen av landet, 1 000 km norr om huvudstaden Helsingfors. Liittojärvi ligger 121,9 meter över havet. Arean är 31,8 hektar och strandlinjen är 2,74 kilometer lång. Sjön  ingår i Pasvik älvs huvudavrinningsområde. 